# I denna natt blir världen ny
I denna natt blir världen ny är en singel av den svenska sångerskan Carola Häggkvist, släppt som nedladdningsbar låt den 14 november 2007. Låten finns med på albumet I denna natt blir världen ny - Jul i Betlehem II , som är en uppföljare till albumet Jul i Betlehem från 1999. Låten framfördes för första gången i TV i programmet Babben & Co i SVT. Melodin testades även på Svensktoppen den 2 december 2007, men missade listan .

## Listplaceringar
| Lista (2007) | Topplacering |
| ------------ | ------------ |
| Sverige      | 41           |